# 波の独立性
波の独立性（なみのどくりつせい）とは、波動の基本的な性質の一つ。複数の波が同じ場所に来ると、重ね合わせの原理により波は合成される。しかしそれはあくまで、複数の波が互いに影響を与えることなく重なっているために生じている現象である。波は重なり合っても互いに干渉することはなく通り過ぎていき、波が重ならない位置まで来ると、重なっていた波は全て元の形へと戻り、波の波長・振幅・速度なども重なる前から変化しない。波に独立性があることは、重なり合えないために衝突すると別々の方向へ去っていく粒子とは大きな性質の違いである。凸の波と凹の波が衝突した場合、一旦波が消滅して再び波が現れているように見える。このような場合も含め、運動エネルギーとポテンシャルエネルギーが相互に変換しているため、エネルギー保存の法則は成り立っている。なお、実際には波を媒介する固体には静的圧力が存在する。このため、波が重なった際に波が「すり抜けている」のではなく、反射していると考えることもできる。重なった波の高さが異なる場合、波の高さの共通部分だけが反射し、残余の部分は新たな波となって伝播すると考えることができる。